# Ancho Reyes
Ancho Reyes est une marque de liqueur produite à Puebla, au Mexique, fabriquée à partir d'une recette de 1927 issue de la même ville. La liqueur est faite à base de piments poblano.
La société produit deux types de liqueurs : l'originale, l'Ancho Reyes rouge et la nouvelle Ancho Reyes Verde verte. La liqueur est produite à partir de piments séchés au soleil pendant 2 à 3 semaines. Pour la version Verde de la boisson, des piments poblano grillés au feu et récoltés précocement sont utilisés en plus des piments séchés au soleil.
Les liqueurs rouges et vertes ont 40 % de degré d'alcool et sont populaires grâce à l'ajout de quelques substances pimentées telles que la margarita et le Paloma.